# Carles Sans López
Carles Sans López, jugador español de Waterpolo, (Barcelona, 25 de mayo de 1975 - ).

## Biografía
Jugó en la selección nacional de waterpolo que ganó la medalla de oro en las olimpiadas de Atlanta en 1996.

## Clubes
- Club Natació Manresa ( España)
- Club Natació Terrasa ( España)
- Club Natació Barcelona ( España)
- Club Natació Catalunya ( España)
- Club Natación Martianez ( España)
- Real Canoe Natación Club ( España)

## Títulos
En club como jugador
- Cuatro Ligas de España
- Cuatro Copas del Rey de España

Como jugador de la selección española
- Medalla de Oro en los Juegos Olímpicos en Atlanta 1996.
- Campeón del mundo en 2001 en Fukuoka
- Campeón del mundo en 1998 en Perth
- Subcampeón de los campeonatos del mundo Junior en El Cairo 1993.